# Nickerie (dystrykt)
Nickerie – dystrykt w północno-zachodnim Surinamie, nad Oceanem Atlantyckim, przy granicy z Gujaną. Stolicą dystryktu jest Nieuw Nickerie. Powierzchnia Nickerie wynosi 5353 km², a liczba mieszkańców 34 233 (2012).

## Okręgi
Dystrykt Nickerie jest podzielony na 5 okręgów (ressorten):
- Groot Henar
- Nieuw Nickerie
- Oostelijke Polders
- Wageningen
- Westelijke Polders